# Marian Heitger
Marian Heitger (* 18. August 1927 in Hamm; † 7. April 2012 in Wien) war ein deutscher Erziehungswissenschaftler.

## Leben
Von 1966 bis 1995 war er Professor (Theoretische und Systematische Pädagogik, ab 1981 auch Sonder- und Heilpädagogik) an der Universität Wien.
Heitger vertrat im Anschluss an seinen akademischen Lehrer Alfred Petzelt sowie dessen Doktorvater Richard Hönigswald den Standpunkt einer prinzipienwissenschaftlichen Pädagogik und verschaffte dieser durch zahlreiche Aktivitäten (unter anderem Vorsitzender des wissenschaftlichen Beirats der Universität Klagenfurt, Vizepräsident der Wiener Katholischen Akademie, Mitglied des Direktoriums der Salzburger Hochschulwochen) und Publikationen starke Resonanz.
Unter Prinzipien verstand er allgemeingültige und notwendige Voraussetzungen, die man annehmen muss, wenn man von und v. a. über Pädagogik sprechen möchte. Eines dieser Prinzipien ist die „Selbstbestimmung“ des Menschen. Ohne den Menschen als das Vermögen vorauszusetzen, sich selbst bestimmen zu können und auch zu sollen, könne keine wissenschaftliche Pädagogik beginnen. Sein pädagogisches Werk trägt daher wohl notwendig normative Züge, die von einem unbedingten Sollen ausgehen, doch ist es keineswegs normierend. Heitger war der Ansicht, dass der Mensch vielmehr dazu aufgefordert sei, sich zu bilden und das bedeute, pädagogisch tätig zu werden, was de facto nur per Dialog möglich sei. Die prinzipienwissenschaftliche Pädagogik Marian Heitgers ist deshalb v. a. auch eine „Pädagogik des Dialogs“.
Er war seit 1950 Mitglied der katholischen Studentenverbindung KDStV Winfridia (Breslau) Münster. Später wurde er noch Mitglied der KaV Norica Wien und KDStV Germania Leipzig.

## Werke

### Monographien
- Staat und Kirche im Problem der Bildung, 1953 (Dissertation)
- Bildung und moderne Gesellschaft, 1963 (Habilitation)
- ORF-Lehrgang: Erziehen, Lehren und Lernen, 1970/71
- Pädagogik ohne Bildung – Jugend ohne Perspektive? 1979
- Über das Lehren und Lernen. Pädagogik für Lehrer an höheren Schulen, 1980
- Beiträge zu einer Pädagogik des Dialogs, 1983
- Prinzipienwissenschaftliche Pädagogik, 1987 (Vierteiliger Lehrbrief der Fernuniversität in Hagen)
- Menschenrechte in der Erziehung – Erziehung zu Menschenrechten, 1999
- Systematische Pädagogik – wozu? 2003
- Bildung als Selbstbestimmung, 2004

### Als Herausgeber (Auswahl)
- Erziehung oder Manipulation. Die Problematik der Erziehungsmittel, 1969
- Kanzel und Katheder. Zum Verhältnis von Religion und Pädagogik seit der Aufklärung, 1994 (mit *Angelika Wenger-Hadwig)

### Aufsätze (Auswahl)
- Über den Begriff der Normativität in der Pädagogik, 1965
- Die Bedeutung des Normativen für den Begriff der Pädagogischen Führung, 1966
- Pädagogik als Wissenschaft und ihre gesellschaftliche Verantwortung, 1968
- Was heißt normative Pädagogik? Kurzer Versuch einer Rechtfertigung gegenüber Missverständnissen und leichtfertigen Polemiken, 1975
- Die Anwendung des Bildungsbegriffs auf das behinderte Kind, 1976
- Vom Elend emanzipatorischer Erziehung, 1977
- Das Elend antiautoritärer Erziehung, 1982
- Zum Begriff der Vermittlung. Ein Grundproblem pädagogischen Handelns, 1982
- Über die Möglichkeit und Notwendigkeit einer systematischen Pädagogik, 1984
- Glaube, Hoffnung und Liebe als pädagogische Kategorien, 1985
- Vom notwendigen Dogmatismus in der Pädagogik, 1988
- Vom Selbstverständnis transzendentalphilosophischer Pädagogik, 1989
- Philosophische Pädagogik, 1991
- Braucht Bildung Religion? 1992
- Von der Unverzichtbarkeit „allgemeiner Pädagogik“ für den Bildungsauftrag heute, 1996 (Abschiedsvorlesung)
- Ist die Aufklärung am Ende? Über die Grenzen der Vernunft, 2001
- Personale Pädagogik – Rückfall in Dogmatismus oder neue Möglichkeit der Grundlegung? 2002
- Aufklärung als pädagogisches Programm, 2005

## Auszeichnungen
- 1975: Großes Silbernes Ehrenzeichen für Verdienste um die Republik Österreich[2]